# John McClelland
John McClelland (Belfast, 7 de dezembro de 1955) é um ex-futebolista norte-irlandês que atuava como defensor.

## Carreira
John McClelland fez parte do elenco da Seleção Norte-Irlandesa de Futebol, da Copa de 1982 e 1986.